# Lorenzo Cantarello
Lorenzo Cantarello (Padova, 28 marzo 1932 – Teolo, 26 gennaio 2013) è stato un canoista e dirigente sportivo italiano.

## Biografia
Era il fratello di Vasco Cantarello.

## Carriera
È stato per otto volte consecutive Campione Italiano. Nel 1955, si è laureato Campione Europeo e Campione Mondiale. Nel 1958 si riconferma Campione Europeo. Nel 1960 partecipa alle Olimpiadi di Roma, dove arriva 9º nel doppio assieme a Antonio Rucco.
Ritiratosi dalle gare ha ricoperto il ruolo di arbitro di canoa. Inoltre è stato consigliere nella sezione padovana della ANAOAI fino al 2012.